# 蛭川氏
蛭川氏（ひるかわし）は、武蔵国児玉郡蛭川邑（現在の埼玉県本庄市児玉町蛭川）発祥の氏族であり、武蔵七党中最大の武士団とされる児玉党を構成する氏族。
庄氏より分派した氏族であり、児玉党の本宗家4代目庄太夫家弘の四男である庄四郎高家が、児玉郡の今井郷蛭川荘（蛭川・熊野堂・今井村から成る）の蛭川村に移住して蛭川氏の祖となった事から始まる。姓は藤原だが、本来は有道。蛭川氏の一族は、『吾妻鑑』などの資料に名が見える。高家の孫の代になると、蛭川氏から今井氏が派生する事となる（児玉氏→庄氏→蛭川氏→今井氏）。
蛭川氏の一族は但馬国の所領を得ている。なお、児玉党は15世紀初めに起きた上杉禅秀の乱の時、上杉禅秀に味方をして敗れ、その際、所領を没収されている。その中には蛭川郷も含まれており、室町時代の蛭川郷は安保氏（丹党の一氏族）の領地となっている。遵って、蛭川氏の本貫地は戦国時代にはなくなっている。『武蔵七党系図』（『蛭川氏系図』）などでも6、7代までしか名が記述されておらず、その事が分かる。

## その他
- 児玉町蛭川には駒形神社があり、社伝で、児玉党の本宗家2代目である児玉弘行が神田を若干寄進した事が伝えられている。弘行が社殿を修理した時期は、児玉党祖である児玉惟行の没後と考えられ、11世紀末から蛭川の地が児玉氏本宗家の所領内であったと伝えている。
- 蛭川村の北部が今井村（現、本庄市今井）に当たり、今井村には児玉党の守護神である金鑚神社が見られる。
- 高家の曾曾孫（子孫）に庄長家がおり、彼は建武の新政の際、自らの初姓が藤原であったと申告し、公で藤原姓を名乗る事を許された。西日本では藤原姓を名乗った方が社会的に有利であろうと考えての事と思われ、長家（14世紀中頃）以降は有道姓ではなく、藤原姓を名乗っている（当然、児玉氏や庄氏の初姓は有道氏である）。